# Joseba Tapia
Pour les articles homonymes, voir Tapia.
Joseba Tapia Usabiaga, né à Lasarte-Oria (Guipuscoa, Espagne) en 1964, est un musicien basque.
Joueur de Trikitixa, accordéon diatonique basque, il a créé le groupe Tapia eta Leturia avec Xabier Berasaluze Leturia, joueur de pandero (tambourin basque).